# Vijay Benedict
Vijay Benedict es un cantante de playback indio retirado, que ha interpretado temas musicales para el Bollywood. En total ha cantado para unas 35 películas para el Bollywood durante la década de los años 1980 y principios de los años 1990.
En 1982 interpretó para su primera película titulada Disco Dancer, con una canción de éxito titulado I Am a Disco Dancer, que fue protagonizada por el actor Mithun Chakraborty. El director de esta película era Babbar Subhash, y el director musical Bappi Lahiri. También ha sido contratado como cantante de playback para cantar para otras películas protagonizadas por Mithun Chakraborty, que también fueron dirigidos por Babbar Subhash y en la dirección musical  por Bappi Lahiri.
Ha trabajado con otros directores de música como Laxmikant-Pyarelal, Anand-Milind y Nadeem-Shravan. Además, interpretó para otras producciones cinematográficas protagonizadas por actores como Govinda, Jackie Shroff y Aamir Khan. A dúo también ha cantado con reconocidas cantantes femeninas como Alisha Chinai, Asha Bhosle, Kavita Krishnamurthy, Parvati Khan y los reconocidos cantantes masculinos como Amit Kumar y Kumar Sanu.
En 1991 se retiró del mundo de la música playback, después de la muerte de su hermano, que residía en Alemania. Luego se dedicó a profesar la religión cristiana y actualmente solo interpreta música cristiana o alabanzas.

## Temas musicales
- Disco Dancer (1982) - I Am a Disco Dancer
- Kasam Paida Karne Wale Ki (1984) - Kasam Paida Karne Wale Ki
- Saheb (1984) - Yaar Bina Chain Kaha Re
- Aandhi-Toofan (1985) - Banu Ko Mil Gaya Janu
- Maa Kasam (1985)
- Sadaa Suhagan (1986) - Hum Hain Naujawan
- Dance Dance (1987) - Dance Dance, Aa Gaya Aa Gaya Halwa Wala, Everybody Dance with Papa
- Pyaar Karke Dekho (1987) - Its My Challenge
- Commando (1988) - O Mere Apne, Maine Maine Tujhe, Its a Dance Party
- Hum Intezaar Karenge (1989)
- Farz Ki Jung (1989) Naachenge Gayengi
- Love Love Love (1989) - We Are in Love, Jeene Hai Pyar Main Jeena, Main Tujhse Pyaar Karta Hoon
- Naachnewale Gaanewale (1990) - Aayi Naseebowali Raat
- Yaadon Ke Mausam (1990) - Dil Dil Hindustan
- Pyaar Ka Saaya (1991) - Tu Chaahat Hai Tu Dhadkan Hai
- Laal Paree (1991) - No Objection
- Meri Jaaneman (1992) - Romance Romance